# برون (مکلنبورگ-فورپومرن)
برون (به آلمانی: Brunn) یک شهر در آلمان است که در Mecklenburgische Seenplatte District واقع شده‌است. برون ۱٬۱۹۱ نفر جمعیت دارد.